# Białka z pojedynczych komórek

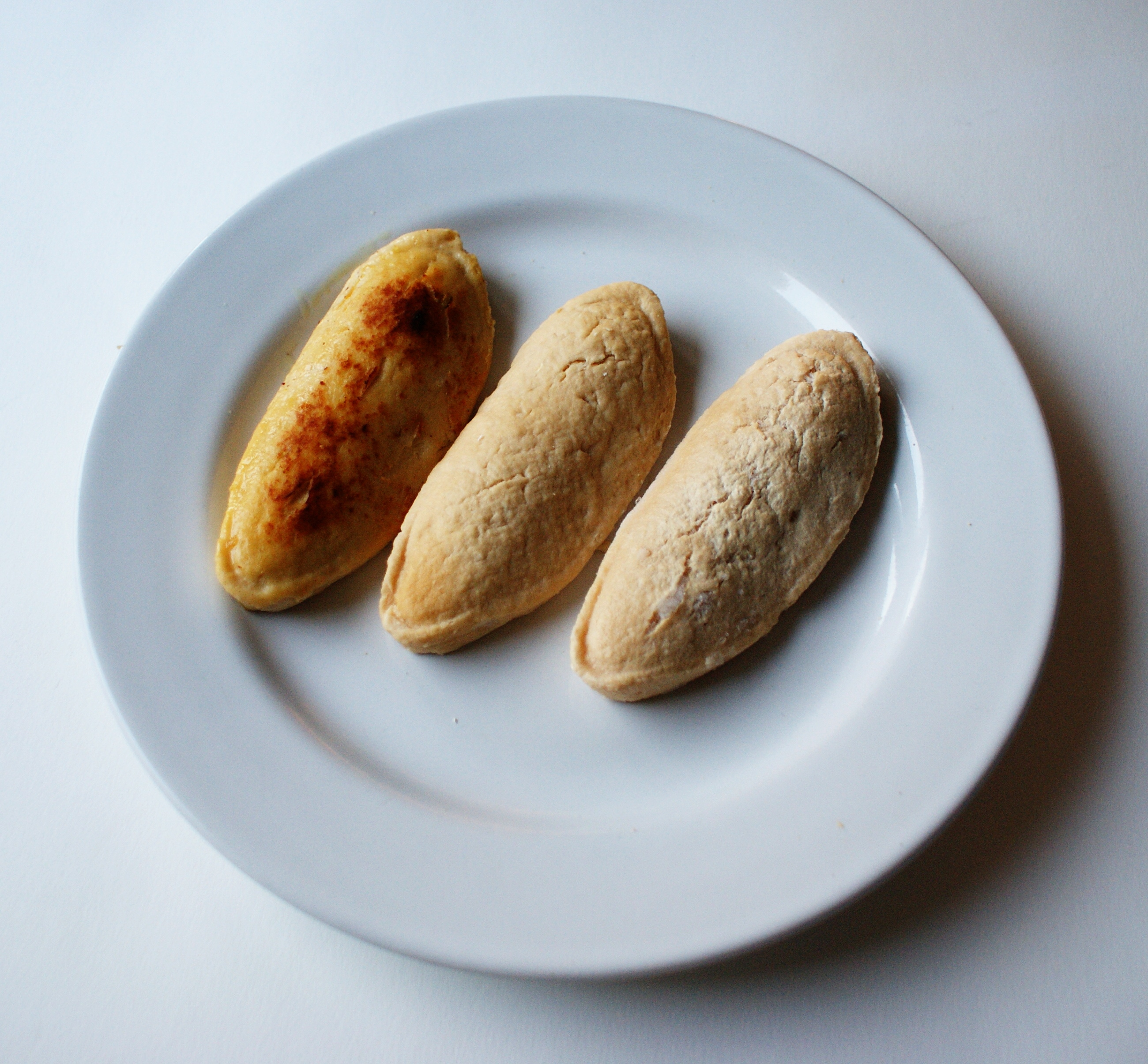
Quorn jest przykładem komercyjnego sukcesu produktów SCP. Firma zajmuje się sprzedażą substytutów mięsa zawierających mykoproteiny wytworzone przez pleśń Fusarium venenatum szczep PTA-2684.

Białka z pojedynczych komórek (ang. single-cell protein, SCP) – jadalne białko wytworzone przez mikroorganizmy jednokomórkowe. Biomasa lub ekstrakt proteinowy z czystych lub zmieszanych kultur drożdży, glonów, grzybów lub bakterii może być użyty jako składnik lub substytut bogatych w białka produktów spożywczych, nadających się do spożycia przez ludzi i zwierzęta hodowlane.
Podczas gdy rolnictwo intensywne cechuje się wysokim zużyciem wody oraz przestrzeni, degradacją bioróżnorodności oraz ogólnym negatywnym wpływem na środowisko, a także odpowiada za niemal jedną trzecią antropogenicznej emisji gazów cieplarnianych; produkcja SCP nie musi wiązać się z równie wysokimi kosztami środowiskowymi. Obecnie SCP są powszechnie uprawiane na odpadach rolniczych, przez co „dziedziczą” ślad ekologiczny i wodny producenta odpadu. SCP mogą być także uprawiane niezależnie od odpadów rolniczych, poprzez wzrost autotroficzny. Dzięki dużej różnorodności metabolizmu mikrobiologicznego, autotroficzne SCP mogą być uprawiane na różnych podłożach i poddawać recyklingowi różne składniki. Cechuje je także wyraźnie większa wydajność, w porównaniu do rolnictwa konwencjonalnego.
FAO prognozuje, że wraz ze wzrostem populacji ludzkiej do 9,7 miliarda ludzi w roku 2050, światowa produkcja żywności będzie musiała wzrosnąć o 70%, a w krajach rozwijających się (głównie w Afryce), będzie musiała zostać podwojona. Wartości te mogą być niedoszacowane, ponieważ prognoza nie bierze pod uwagę wzrostu produkcji biopaliw, podczas gdy wcześniejszy raport FAO prognozował, że do 2030 roku produkcja biopaliw zajmie 35 milionów hektarów – tj. powierzchnię porównywalną do powierzchni Francji i Hiszpanii razem wziętych. Pozwala to przypuszczać z dużą dozą prawdopodobieństwa, że obecne metody agrotechniczne nie będą w stanie zapewnić żywności pokrywającej zapotrzebowanie oraz że istnieje poważne ryzyko globalnego niedoboru żywności. Obecnie około 105 milionów ludzi cierpi z powodu niedożywienia.
Autotroficzne SCP reprezentuje możliwość niezawodnej masowej produkcji żywności, która może być prowadzona w sposób przewidywalny nawet w trudnych warunkach klimatycznych.

## Historia
Pierwsze procesy produkcji silnie skoncentrowanych form drożdży opracowano w 1781 roku. Badania nad technologią wytwarzania SCP rozpoczęły się już sto lat wcześniej, gdy Max Delbrück, wraz ze współpracownikami, zauważyli wysoką wartość nadwyżki drożdży browarniczych w suplementacji diety dla zwierząt. Podczas I oraz II wojny światowej, SCP na bazie drożdży były wykorzystywane na szeroką skalę w Niemczech, w celu łagodzenia skutków niedoborów żywności. Opracowanie technologii produkcji SCP często reprezentuje kamienie milowe w biotechnologii, na przykład: w 1919 w Sak w Danii oraz Hayduck w Niemczech opracowano metodę hodowli okresowo dolewowej (fed-batch), w której roztwór cukru był dozowany w sposób ciągły do napowietrzonej zawiesiny drożdży, zamiast dotychczas stosowanej metody polegającej na dozowaniu drożdży do rozcieńczonego roztworu cukru (batch). W okresie powojennym Organizacja Narodów Zjednoczonych do spraw Wyżywienia i Rolnictwa (FAO) zaczęła zwracać uwagę opinii publicznej na głód oraz problem niedożywienia w wielu częściach świata i w 1960 roku wysunęła koncept niedoboru białka (ang. protein gap), ilustrujący fakt, że 25% światowej populacji cierpi na niedobór białka w diecie. Obawiano się także, że produkcja rolnicza nie będzie w stanie zaspokoić wynikającego ze wzrostu demograficznego wzrostu zapotrzebowania na żywność. Do połowy lat 60. ubiegłego wieku w różnych częściach świata zostało wyprodukowane niemal ćwierć miliona ton drożdży, a w samym ZSRR do roku 1970 w celach spożywczych i na paszę wyprodukowano ich 900 000 ton.
Także w latach 60. naukowcy British Petroleum opracowali proces nazwany przez nich „procesem białka-z-ropy” (ang. proteins-from-oil process): będący technologią produkcji białek z pojedynczych komórek w wyniku hodowli drożdży na pożywce z węglowodorów n-parafinowych – produktu ubocznego rafinacji ropy naftowej. Wstępne badania zostały przeprowadzone przez Alfreda Champagnata w rafinerii należącej do BP w Lavera, we Francji. Pierwsza, niewielka instalacja pilotażowa rozpoczęła działanie w marcu 1963 roku. Identyczna konstrukcja pilotażowa rozpoczęła działanie także w rafinerii w Grangemouth, w Wielkiej Brytanii.
Nazwa SCP została rozpropagowana przez Carrolla L. Wilsona z MIT w 1966 roku, a sama idea „żywności z ropy” zyskała na popularności do lat 70.. A. Champagnat otrzymał nagrodę naukową UNESCO w 1976 roku, a instalacje produkcji drożdży na pożywkach parafinowych zostały wybudowane w kilku różnych krajach. Pierwotnym wykorzystaniem ich produktów była pasza dla bydła i drobiu.
Władze ZSSR były szczególnie entuzjastycznie nastawione do pomysłu, otwierając duże fabryki „BVK” („białkowo-witaminowych koncentratów” rus. belkovo-vitaminny kontsentrat) w pobliżu rafinerii w Kstowie (1973) oraz Kiriszy (1974). Radzieckie Ministerstwo Przemysłu Mikrobiologicznego do roku 1989 miało osiem fabryk tego typu. Jednak ze względu na wątpliwości dotyczące toksyczności alkanów i pod naciskiem ruchów środowiskowych, rząd zdecydował się na ich zamknięcie lub przekształcenie na obsługę innych procesów mikrobiologicznych.

## Proces produkcyjny
Białka SCP produkowane są w procesie fermentacji produktów odpadowych przez mikroorganizmy (wliczając w to drewno, słomę, odpady produkcji spożywczej, produkcji alkoholu, węglowodory oraz ludzkie i zwierzęce odchody). Problemami jakie napotyka proces ekstrakcji białek z odpadów jest ich rozcieńczenie oraz koszt procesu. Występują one w bardzo małych stężeniach, zwykle niższych niż 5%. W celu zwiększania koncentracji białek stosuje się wirowanie, flotację, odparowanie wody, filtrację lub zatężanie przy wykorzystaniu półprzepuszczalnych membran.
Białka SCP, aby zapobiec degradacji podczas przechowywania muszą zostać poddane odwodnieniu do poziomu około 10% i/lub zakwaszeniu. Metody zwiększania koncentracji białka do pożądanego poziomu i dehydratacji wymagają sprzętu, który jest kosztowny i nie zawsze może być wykorzystywany w produkcji na niewielką skalę. Także lokalne wykorzystanie produktu, jak najszybciej od momentu produkcji jest uzasadnione ekonomicznie.

### Etapy produkcji
Produkcja SCP z każdego mikroorganizmu, przy użyciu każdej metody zawiera się w kilku podstawowych krokach:
- zapewnienie źródła węgla (rozważyć potrzebę wstępnej obróbki metodami fizycznymi lub chemicznymi);
- zapewnienie źródeł azotu, fosforu i innych substancji odżywczych niezbędnych do wzrostu mikroorganizmu/ów;
- zapewnienie aseptycznych warunków, zapobieganie zanieczyszczeniu innymi mikroorganizmami na każdym etapie procesu;
- przygotowanie czystego szczepu mikroorganizmów;
- zapewnienie warunków tlenowych lub beztlenowych oraz światła, jeśli wymagane przez proces;
- zapewnienie chłodzenia, jeśli proces fermentacji generuje ciepło;
- zapewnienie procedury oddzielania biomasy od podłoża (flokulacja, flotacja, wirowanie, filtracja);
- zapewnienie dalszego procesu przetwarzania biomasy, w celu zapewnienia jej przydatności i trwałości;
- poprawa jakości produktu: redukcja RNA poprzez szybkie podgrzanie, rozkład, chemiczną ekstrakcje protein; rozbicie ścian komórkowych; ocena zawartości endotoksyn, ewentualnie proces ich redukcji;
- ocena produktu: zawartość białek, aminokwasów, kwasów nukleinowych, węglowodanów, tłuszczów, witamin i metali ciężkich[21].

## Mikroorganizmy
Do mikroorganizmów wykorzystywanych w produkcji SCP zaliczamy:
| Nazwa                                                               | Substrat | Produkt komercyjny |
| Drożdże                                                             | Drożdże | Drożdże            |
| ------------------------------------------------------------------- | --- | ------------------ |
| Amoco torula                                                        | etanol |                    |
| Candida boidinii                                                    | metanol, różne, głównie: ścieki cukiernicze, ług siarczynowy                                                                                |                    |
| Candida intermedia                                                  | laktoza, różne, głównie: ścieki cukiernicze, ług siarczynowy                                                                                |                    |
| Candida krusei w kombinacji z Lactobacillus bulgaricus              | serwatka |                    |
| Candida nouvelii                                                    | n-alkany, różne, głównie: ścieki cukiernicze, ług siarczynowy                                                                               |                    |
| Candida tropicalis                                                  | glukoza, maltoza, różne, głównie: ścieki cukiernicze, ług siarczynowy                                                                       |                    |
| Candida utilis                                                      | glukoza, etanol, melasa, ścieki cukiernicze                                                                                                 | suplementy         |
| Hamenula polymorpha                                                 | metanol |                    |
| Kluyveromyces fragilis                                              | laktoza, etanol, ług siarczynowy | wheast, Protibel   |
| Pichia                                                              | metanol |                    |
| Saccharomyces cerevisiae                                            | laktoza, pentoza, maltoza, różne, głównie: ścieki cukiernicze, ług siarczynowy, melasa                                                      | suplementy         |
| Yarrowia lipolytica                                                 | n-alkany | Torpina            |
| Bakterie                                                            | |                    |
| Arthrospira maxima                                                  | dwutlenek węgla w procesie fotosyntezy, gazy spalinowe                                                                                      | spirulina          |
| Arthrospira platensis                                               | dwutlenek węgla |                    |
| Aeromonas hydrophila                                                | laktoza |                    |
| Achromobacter delvacvate                                            | n-alkany, diesel |                    |
| Acinetobacter calcoaceticus                                         | etanol |                    |
| Arthrobacter                                                        | celuloza, hemiceluloza |                    |
| Bacillus                                                            | metanol |                    |
| Bacillus megaterium                                                 | nie-białkowe związki azotu, odpady kolagenowe                                                                                               |                    |
| Bacillus subtilis                                                   | celuloza, hemiceluloza |                    |
| Brevibacterium                                                      | |                    |
| Cellulomonas                                                        | celuloza, hemiceluloza, wytłoczyny z trzciny cukrowej                                                                                       |                    |
| Flavobacterium                                                      | celuloza, hemiceluloza |                    |
| Lactobacillus                                                       | glukoza, amylaza, maltoza |                    |
| Methylobacterium                                                    | metanol |                    |
| Methylococcus capsulatus                                            | metan |                    |
| Methylomonas methanica                                              | metan |                    |
| Methylomonas methylothropus                                         | metanol, amoniak | Pruteen            |
| Methylophilus methylotrophus                                        | metanol |                    |
| Methylovibrio soehngenii                                            | metan |                    |
| Pseudomonas                                                         | n-alkany, olej napędowy |                    |
| Pseudomonas methanica                                               | metan |                    |
| Pseudomonas fluorescens                                             | kwas moczowy i inne nie-białkowe związki azotu                                                                                              |                    |
| Rhodopseudomonas capsulata                                          | glukoza |                    |
| Rhodobacter capsulatus                                              | octany, jabłczany, mleczany, ścieki |                    |
| Thermoactinomyces vulgaris                                          | celuloza, glukoza |                    |
| Thermomonospora fusca                                               | celuloza, hemiceluloza |                    |
| Vibrio                                                              | metanol |                    |
| Grzyby                                                              | |                    |
| Aspergillus fumigatus                                               | maltoza, glukoza |                    |
| Aspergillus niger                                                   | celuloza, hemiceluloza |                    |
| Aspergillus oryzae                                                  | celuloza, hemiceluloza |                    |
| Cephalosporium eichhorniae                                          | celuloza, hemiceluloza |                    |
| Chaetomium cellulolyticum                                           | celuloza, hemiceluloza, hydrolizaty polisacharydów (skrobi), ług siarczynowy (odpad przemysłu celulozowo– papierniczego), odpady celulozowe |                    |
| Fusarium venenatum                                                  | glukoza, hydrolizaty polisacharydów (skrobi), ług siarczynowy (odpad przemysłu celulozowo– papierniczego)                                   | Quorn              |
| Geotrichum candidum                                                 | celuloza, hemiceluloza, odpady papierowe, serwatka, gnój                                                                                    |                    |
| Gliocladium deliquescens                                            | metanol |                    |
| Paecilomyces variotii                                               | ług powarzelny siarczynowy, hydrolizat skrobi                                                                                               | Pekilo             |
| Penicillium cyclopium                                               | glukoza, laktoza, galaktoza |                    |
| Polyporus                                                           | sacharoza, glukoza, fruktoza |                    |
| Rhizopus oryzae                                                     | glukoza, maltoza |                    |
| Scytalidium acidophilum                                             | celuloza, pentoza |                    |
| Trichoderma albidum                                                 | celuloza, pentoza |                    |
| Trichoderma viride                                                  | hydrolizat celulozy, pentoza |                    |
| Trichoderma lignorum                                                | metanol |                    |
| Grzyby kapeluszowe (grzybnia)                                       | |                    |
| Agaricus campestris                                                 | glukoza |                    |
| Morchella crassipes                                                 | glukoza, serwatka, ług powarzelny siarczynowy                                                                                               |                    |
| Glony                                                               | |                    |
| Chlorella sorokiniana                                               | dwutlenek węgla w procesie fotosyntezy |                    |
| Chlorella pyrenoidosa                                               | dwutlenek węgla w procesie fotosyntezy |                    |
| Chondrus crispus                                                    | dwutlenek węgla w procesie fotosyntezy |                    |
| Porphyridium                                                        | dwutlenek węgla w procesie fotosyntezy |                    |
| Scenedesmus                                                         | dwutlenek węgla w procesie fotosyntezy |                    |
| Jadalne mikroglony badane pod kątem przemysłowej produkcji biopaliw | |                    |
| Chlamydomonas reinhardtii                                           | dwutlenek węgla |                    |
| Chlorella vulgaris (oraz inne z rodz Chlorella)                     | dwutlenek węgla |                    |
| Chlorococcum                                                        | dwutlenek węgla |                    |
| Euglena                                                             | dwutlenek węgla |                    |
| Isochrysis                                                          | dwutlenek węgla |                    |
| Nannochloropsis:                                                    | dwutlenek węgla |                    |
| Nannochloropsis gaditana                                            | dwutlenek węgla |                    |
| Nannochloropsis oceanica                                            | dwutlenek węgla |                    |
| Pavlova                                                             | dwutlenek węgla |                    |
| Phaeodactylum                                                       | dwutlenek węgla |                    |
| Scenedesmus almeriensis                                             | dwutlenek węgla |                    |
| Scenedesmus obliquus                                                | dwutlenek węgla |                    |
| Spirogyra                                                           | dwutlenek węgla |                    |
| Thalassiosira                                                       | dwutlenek węgla |                    |
| Anabaena cylindrica (sinica)                                        | dwutlenek węgla |                    |

### Także
Candida utilis i Kluyveromyces marxianus – produkują enzymy, które mogą być wykorzystane do modyfikacji serwatki w procesie produkcji SCP.
Wiele procesów wykorzystuje więcej, niż jeden rodzaj mikroorganizmów. Niektóre z nich są wielostopniowe, jak np. proces Symba, wykorzystujący symbiotyczne drożdże Endomycopsis fibuligera i Candida utilis. W procesie Symba Endomycopsis fibuligera wytwarza amylazę, która hydrolizuje skrobię, umożliwiając wzrost C. utilis.
Trichoderma viride znalazł także zastosowanie jako biofungicyd.

## Zalety
Produkcja biomasy mikroorganizmów na dużą skalę posiada wiele zalet, w porównaniu do tradycyjnych metod produkcji białek spożywczych:
1. Mikroorganizmy cechują się znacznie wyższym tempem wzrostu (glony 2–6 godzin, drożdże 1–3 godziny, bakterie 0,5–2 godziny). Ta właściwość pozwala na dobór szczepów o wysokiej wydajności i odpowiednich właściwościach odżywczych, znacznie szybciej i łatwiej, niż ma to miejsce w rolnictwie tradycyjnym.
2. Podczas gdy znaczna część tradycyjnych płodów rolnych, np. łodygi, liście lub korzenie są z reguły niejadalne, mikroorganizmy jednokomórkowe mogą zostać wykorzystane w całości. Także część jadalnych płodów rolnych nie może zostać strawiona. Dla porównania wiele mikroorganizmów może zostać strawiona i przyswojona w znacznie większym stopniu[4].
3. Mikroorganizmy zwykle cechują się wyższą zawartością białek (tj. około 30–70% suchej masy), niż warzywa i zboża[46]. Profile aminokwasowe wielu mikroorganizmów SCP często mają doskonałe właściwości odżywcze, porównywalne do kurzego jajka.
4. Niektóre mikroorganizmy mogą wytwarzać witaminy i składniki odżywcze, których organizmy eukariotyczne – takie jak rośliny, nie są w stanie wytwarzać lub nie wytwarzają w znaczących ilościach. Przykładem może być witamina B12.
5. Mikroorganizmy są w stanie utylizować jako źródła węgla szerokie spektrum surowych materiałów, w tym: alkany, metanol, metan, etanol i cukry. To co było postrzegane jako „odpad”, często może służyć jako podstawa wzrostu jadalnych mikroorganizmów i zostać odzyskane w postaci składników odżywczych.
6. Podobnie jak rośliny, mikroorganizmy autotroficzne są w stanie odżywiać się dwutlenkiem węgla. Niektóre z nich, jak na przykład bakterie u których występuje redukcyjny szlak acetylo-CoA lub reduktywny cykl kwasów karboksylowych, są w stanie związać CO2 2-3[47], a jeżeli zostanie wzięty pod uwagę efekt fotoinhibicji, nawet 10 razy wydajniej, niż rośliny[48].
7. Część bakterii, jak np. bakterie homoacetogenne z rodzaju Clostridium są zdolne do przeprowadzenia fermentacji gazów syntezowych (syngas). Oznacza to, że są zdolne do rozkładu mieszaniny CO, H2 i CO2, które z kolei mogą zostać uzyskane w wyniku gazyfikacji trudnych do przetworzenia odpadów biologicznych, takich jak ligninoceluloza.
8. Cześć bakterii jest diazotroficzna, co oznacza, że są w stanie przyswajać azot cząsteczkowy z powietrza i tym samym nie polegają na nawozach azotowych, których produkcja, użytkowanie oraz degradacja powodują poważne szkody w środowisku naturalnym i emisję gazów cieplarnianych.
9. Wiele bakterii jest w stanie wykorzystywać wodór cząsteczkowy jako źródło energii przy użyciu enzymów hydrogenaz. Podczas gdy hydrogenazy zwykle są wrażliwe na tlen, część bakterii jest w stanie prowadzić zależny od tlenu proces oddychania H2. Ta cecha pozwala bakteriom autotroficznym odżywiającym się CO2, rosnąć w szybkim tempie bez udziału energii słonecznej. A ponieważ H2 można uzyskać w wyniku elektrolizy wody, można powiedzieć, że bakterie te w pewnym sensie są „napędzane energią elektryczną”[4].
10. Produkcja biomasy mikroorganizmów jest niezależna od pór roku i zjawisk klimatycznych. Można ją łatwo odizolować od ekstremalnych warunków pogodowych, które jak przewiduje się, w wyniku obecnych zmian klimatycznych, będą powodować straty w plonach rolnych. Mikroorganizmy niezależne od energii słonecznej, mogą kontynuować swój wzrost także w nocy.
11. Kultywacja mikroorganizmów generalnie cechuje się znacznie niższym śladem wodnym, niż konwencjonalna produkcja rolnicza. Średni światowy niebiesko-zielony ślad wodny (nawadnianie, woda powierzchniowa, deszczowa i gruntowa) upraw sięga około 1800 litrów na kilogram płodu rolnego[1]. Wartość ta wiąże się z dużymi stratami w wyniku parowania, transpiracji, odwadniania i spływu powierzchniowego. W zamkniętych bioreaktorach produkujących SCP nie występuje żaden z tych problemów.
12. Kultywacja mikroorganizmów nie wymaga żyznej gleby i tym samym nie stanowi konkurencji dla tradycyjnego rolnictwa. Dzięki niewielkim wymaganiom wodnym, może być prowadzona także w suchych klimatach o nieprzydatnych rolniczo glebach. Tym samym może służyć jako awaryjna technologia produkcji żywności w razie niedostatecznych plonów w krajach borykających się z klęskami nieurodzaju.
13. Mikroorganizmy fotosyntetyczne mogą osiągać wyższą efektywność wykorzystania energii słonecznej, niż rośliny, ponieważ takie parametry bioreaktorów jak: dostępność wody i dwutlenku węgla oraz równomierna dystrybucja światła mogą być precyzyjnie kontrolowane.
14. Produkcja mikroorganizmów może być łatwiej modyfikowana w kierunku pożądanej jakości, niż tradycyjne produkty rolnicze. Zamiast ekstrakcji aminokwasów z ziaren soi, traktując jako odpad połowę ich masy, można zmodyfikować genetycznie mikroorganizmy, aby produkowały nadmiar, a nawet wydzielały poszczególne aminokwasy. Jednak ze względu na opór konsumentów, zwykle korzystniej jest uzyskać podobne wyniki poprzez selekcję istniejących mikroorganizmów pod względem pożądanych cech oraz ich hodowlę.

## Wady
Pomimo że SCP posiadają bardzo atrakcyjne cechy jako źródło pokarmu dla ludzi, to wiążą się także z pewnymi problemami, które ograniczają możliwość zastosowania ich na skalę globalną:
1. Szybko rosnące mikroorganizmy, takie jak bakterie i grzyby, zwykle cechują się wysoką zawartością kwasów nukleinowych – zwłaszcza RNA. Ich zawartość w diecie zwierząt monogastrycznych powinna być ograniczona do <50g na dzień. Trawienie związków puryny powstałych w wyniku rozpadu RNA prowadzi do podwyższonych poziomów kwasu moczowego w osoczu co może prowadzić do rozwoju dny moczanowej i kamieni nerkowych. Kwas moczowy może zostać przekształcony w alantoinę, która jest wydalana wraz z moczem. Usuwanie kwasów nukleinowych nie jest konieczne w przypadku paszy dla zwierząt, ale w przypadku produktów przeznaczonych do spożycia przez ludzi już tak. Problem ten może być rozwiązany[46] – jedną z metod jest ogrzewanie, które zabija komórki, dezaktywuje enzymy proteazy i pozwala endogenicznym rybonukleazom na hydrolizę RNA, co za tym idzie uwalniając nukleotydy z komórki do bulionu fermentacyjnego[49].
2. Podobnie jak w komórkach roślinnych, ściany komórkowe niektórych mikroorganizmów, takich jak glony i drożdże, zawierają niestrawne komponenty, jak np. celuloza. Co za tym idzie, komórki niektórych SCP powinny zostać rozbite w celu uwolnienia ich zawartości, aby umożliwić jej strawienie[46].
3. Niektóre SCP cechują się nieprzyjemnym smakiem i kolorem.
4. W zależności od rodzaju SCP i warunków hodowli, należy podjąć szczególne środki, aby zapobiec zakażeniu innymi mikroorganizmami, ponieważ mogą one produkować toksyny, takie jak mykotoksyny lub cyjanotoksyny. Ciekawe podejście do tego problemu zostało zaproponowane w przypadku hodowli grzyba Scytalidium acidophilum, który rośnie w środowisku o ekstremalnie niskim pH 1. Takie warunki pozwalają na hydrolizę odpadów papieru do cukru i zapewnia antyseptyczne warunki, przy równocześnie niskich kosztach[20].
5. W części białek pozyskanych z drożdży i grzybów może występować niedobór metioniny.